# Токио Боэки
Tokyo Boeki Group Ltd. (яп. 東京貿易株式会社 То:кё: бо:эки кабусики-гайся, «Токийская торговая компания») — название международного холдинга, объединяющего 22 частные компании преимущественно из Японии, а также из ряда других стран мира (США, Австралия, Корея, Китай, Россия и др.). Главный офис находится в Токио. Изначально компания создавалась как торговая, но позднее диверсифицировала свой бизнес в различных направлениях, включающих не только торговлю, но и собственные производства сложного оборудования, исследования и разработки новых технологий, инвестиционную и другую деятельность.

## Деятельность
Две из компаний, входящих в холдинг, «Tokyo Boeki Technology Ltd.» и «Tokyo Boeki (RUS) LLC» работают с Россией и странами СНГ, куда «Токио Боэки» поставляет сложное промышленное и научно-аналитическое оборудование, в основном японского производства, таких компаний как JEOL, Nikon, Rigaku, Ulvac, Katsuragawa Electric, Yamato Scientific и др.
Еще до преобразования в холдинг «Токио Боэки» была одной из первых зарубежных компаний-экспортёров, которая начала осуществлять продажу оборудования японских производителей в СССР.
«Токио Боэки» сотрудничает с мировыми компаниями и университетами, обеспечивая заказчиков продукцией и услугами в сферах образования и науки, машиностроения, добычи сырья, энергетики, металлургии, а также в других областях, непосредственно связанных с базовыми отраслями промышленности.

## История
После окончания Второй Мировой Войны, несмотря на огромные материальные и человеческие потери, Япония смогла быстро восстановиться. Уже в 1960-х годах она занимала 2-е место в капиталистическом мире по объёму промышленного производства, а через десять лет и по объёму валового национального продукта.
В 1946 году по решению оккупационных властей холдинг «Mitsubishi Commercial Company» был разбит на 44 независимые компании. Самые крупные из них — «Tokyo-Mitsubishi Bank», «Mitsubishi Motors», «Mitsubishi Electric» и торговый дом «Mitsubishi Corporation», более мелкие — компании «Nikon Cameras», «Kirin Breweries» и «Asahi Glass». На базе одной из этих фирм в 1947 году Ясуо Мацумия (яп. 松宮 康夫) организовал новую фирму «Тokyo Boeki Shokai».
Получив в 1951 году от японского Продовольственного управления лицензию на импорт в Японию иностранных продуктов питания, фирма начинает свою коммерческую деятельность.
В 1952 году организуются дочерняя компания «TOMAS Way» (в честь которой на современном логотипе «Токио Боэки» написано слово «TOMAS»). В том же году фирма «Тokyo Boeki Shokai» организовала дочернюю компанию «Sino — Japan Trade» для осуществления бартерной торговли продуктами питания с Китаем в послевоенное время.
1953 год считается началом торговой деятельности фирмы в области поставок для компании «Yahata Steel» (сейчас «Nippon Steel Corporation»).
В 1954 году компания получила права на поставку оборудования совместного американо-японского предприятия «U. S. Chicksan Joint and Loading Arm Machinery», что послужило основой для дальнейшего роста в области электроэнергетики, газовой и нефтяной промышленности.
В 1957 году официальным названием фирмы стало «Tokyo Boeki Ltd».
В период 1952—1958 годов одни из самых влиятельных японских бизнесменов заключили 4 торговых неправительственных соглашения с Китаем о двусторонней торговле. Каждая сторона соглашения открыла торговое представительство, а также имела право поднять национальный флаг своей страны на территории иностранного партнёра по бизнесу. Реакция со стороны других стран — японских партнёров (США, Тайвань и др.) на подобные привилегии была однозначно отрицательной, японское правительство также выступило против частной торговли с КНР. В мае 1958 года в городе Нагасаки молодёжная националистическая группировка спустила китайский флаг, расположенный над магазином китайских товаров (так называемый «инцидент с флагом в Нагасаки». Японское правительство отказалось предпринимать какие-либо действия. В ответ оскорблённое китайское правительство расторгло все экономические и культурные отношения с японскими соседями, аргументируя это тем, что Япония не признаёт Китайскую Народную Республику как нацию. Более 4 лет после этого инцидента между КНР и Японией не было никаких деловых отношений. Таким образом, в 1958 году деятельность компании «Sino-Japan Trade» была прекращена, началась диверсификация бизнеса компании по странам.
1959 год — год успешного сотрудничества с фирмой «John Lysaght», подразделением «B.H.P.» (Австралия), по поставке стального проката. Воодушевленное успехами СССР в области освоения космоса, руководство «Токио Боэки» принимает решение об открытии в Москве первого иностранного представительства компании. Другие иностранные подразделения фирмы были открыты значительно позже: в Канаде (Ванкувер, 1976), США (Детройт, 1988), Китае (Гонконг, 1988), Малайзии (Куала-Лумпур, 1990) и других государствах. Спустя 2 года после открытия представительства на Украине (Киев, 2003) компания «Токио Боэки» подписала Генеральное Соглашение о научно-техническом сотрудничестве в мирных целях с Национальной Академией Наук Украины.
В 1960 году «Токио Боэки» получила эксклюзивные права на поставку в Японию железной руды фирмы «Timblo Ltd.», Индия; организация поставок железной руды из Австралии («Yampi, Whyalla Pellet») в страны Европейского Содружества.
1962 год был отмечен ростом продаж сталелитейной продукции в страны Европейского Экономического Сообщества (сейчас ЕС).
В 1969 году завершилось строительство завода в Ацуги, на котором запускается производство измерительного оборудования и систем моделирования.
В 1973 году компания открыла собственный ресторан. В Нью-Йоркском отеле «Astoria Hotel»начал свою работу ресторан традиционной японской кухни.
1974. Организация совместного предприятия «Qatar Steel Co» — первого полномасштабного сталеплавильного предприятия на Среднем Востоке.
Важным событием, укрепившим позицию компании на мировом рынке, стало подписание договора о массовой поставке автомобилей в Китай. В связи с этим в 1978 году фирма «Токио Боэки» начала организовывать поставку автомобилей производства «Toyota Motor Corporation» и  «Hino Motors».
1980. Долгосрочный договор с «B.H.P.» (Австралия) об импорте угля.
1983. Инвестиции в канадское предприятие «Quintette Coal» по разработке угольных ресурсов в Канаде.
1985. Организация компании «Monitor Products Inc» в Нью-Джерси, США по производству бытовой электроники.
1986. Организация фирмы «New York Life Corp.» (в настоящее время «Redac Inc.») в Нью-Йорке по производству систем жизнеобеспечения.
«Токио Боэки» продолжает организовывать дочерние компании, выделяя развитые подразделения в отдельные самостоятельные предприятия. В 1994 году завод «Astugi»стал «Tokyo Boeki Techno System Ltd.», а департамент иностранных проектов стал «Tokyo Boeki Development Ltd».
В 1995 году Хироси Матида стал Президентом компании. Председателем совета директоров стал Ясуо Мацумия.
1996. Организация дочерней фирмы «Tokyo Boeki (Singapore) Pte. Ltd.» в Сингапуре.
1997. «Токио Боэки» сотрудничает с предприятиями, деятельность которых направлена на улучшение экологической ситуации в мире. Партнёром компании является канадская фирма «ELI ECO Logic International», разрабатывающая технологии защиты окружающей среды.
1998. Внутреннее реструктурирование компании для повышения эффективности её работы в преддверии нового века. Освоение новых областей бизнеса: экология, информационные технологии и коммуникации. Этот год ознаменовался для фирмы получением статуса эксклюзивного представителя в Японии фирмы «Allied Signal», USA — производителя микрогазовых турбинных генераторов. Компания «Токио Боэки» вышла на рынок теплофикационных турбин.
В 1999 году была создана фирма по производству медицинского аналитического оборудования «Tokyo Boeki Medical Systems Ltd». Также 1999 год связан с началом организации поставок некоксующегося угля, благодаря инвестициям в австралийскую угледобывающую компанию «Cook Resource Mining».
2000. Приобретение прав на производство и продажу систем на топливных элементах по долгосрочному соглашению с фирмой «IDATECH», США.
В 2001 в Японии были проведены фундаментальные реформы налоговой системы. Основной элемент реформы от 14 декабря 2001 года — создание системы объединённого налогообложения, главной целью которой является стимулирование реструктуризации японских корпораций, содействие сохранению и усилению их глобальной конкурентоспособности. Согласно этой реформе налог на корпорацию должен определяться исходя из единого размера доходов и расходов компаний, входящих в объединённую группу налогоплательщиков.
В 2002 году Хироси Матида, руководивший компанией в течение 7 лет, передал свои полномочия новому президенту компании Ёсиюки Татэно. С этого момента менеджмент компании стал реализовывать программу «Ориентация стратегий на рост и развитие».
2003. Организация дочерней компании «Niigata Loading Systems» и создание инфраструктуры для разработки, производства и коммерциализации оборудования для закачки сжиженного природного газа на морские суда, для энергетической отрасли.

## Московское представительство «Токио Боэки»
В 1967 году состоялась официальная аккредитация Московского Представительства «Токио Боэки» — первая аккредитация Представительства иностранной компании в СССР.
В октябре 2009 года Московское Представительство «Токио Боэки» праздновало своё 50-летие. Компания, прежде всего, известна, как официальный представитель японских производителей научно-аналитического оборудования: «JEOL», «Nikon», «Rigaku» и др. Кроме того, фирма поставляет в Россию оборудование «Oxford Instruments» (Великобритания), «Gatan» (США), «Katsuragawa Electric» (Япония), «Plextor» (Япония) и многие другие.
«Токио Боэки» сотрудничает со многими институтами Министерства образования и науки Российской Федерации, Российской Академии Наук, Министерства здравоохранения Российской Федерации, различными научными и производственными предприятиями, коммерческими организациями и государственными учреждениями, осуществляя технический консалтинг, поддержку новых перспективных проектов, продажу научно-аналитического и промышленного оборудования, проектирование и оснащение исследовательских центров.